# Pejotl
Pejote je halucinogena droga.

## Povijest
Stoljećima se halucinogene smjese iz biljaka uglavnom koriste vezano uz religijske rituale. Gotovo svi halucinogeni u sebi imaju nitrogen te se klasificiraju kao alkaloidi. Mnogi halucinogeni imaju kemijsku strukturu sličnu prirodnim neurotransmiterima (kao što je naprimjer acetilkolin, serotonin ili katekolamin). Iako još uvijek nismo upoznati s konkretnim mehanizmom razvijanja posljedica uporabe halucinogena istraživanja pokazuju kako ove droge barem djelomično interferiraju s aktivnošću neurotransmitera ili se vežu na njihove receptore.
Pejotl je mali beskičmeni kaktus u kojem je glavni aktivni sastojak meskalin. Ovu biljku su koristili domoroci u sjevernom Meksiku i na jugozapadu SAD-a kao dio religijskih ceremonija. Meskalin se također može proizvesti pomoću kemijske sinteze. Pejote kult tj. pejotizam razvijen je i danas u SAD-u, pripadnici tzv. domorodačke američke crkve ili pejotizma. Pejote kaktus iz Meksika u SAD, uveli su Carrizo Indijanci plemenu Comanche u Teksasu.

## Zloporaba
Pejotl: dijelovi vrhova pejotl kaktusa, koji se često naziva kruna, režu se iz korijena te suše. Uglavnom se žvaču ili se namoče u vodu kako bi proizveli psihoaktivnu tekućinu. Halucinogena doza meskalina je oko 0,3 to 0,5 grama. Ekstrakt kaktusa je veoma gorak te ga stoga neke osobe preferiraju pripremiti kao čaj tako što ga puste da vrije nekoliko sati.

## Posljedice
Razlozi uvođenja halucinogena u ritualne ili spiritualističke tradicije jednaki su razlozima propagande halucinogena kao droge za zlouporabu. Važno je spomenuti da su učinci halucinogena veoma različiti od učinaka drugih droga te su veoma promjenjivi i nepouzdani.
Dovode do različitih učinaka kod različitih ljudi u različito vrijeme. Razlog tome su značajne razlike u količini i sastavu aktivne smjese, osobito kod halucinogena koje se dobivaju od biljaka i gljiva. Upravo zbog njihove nepredvidive prirode uporaba halucinogena može biti osobito opasna.
Efekti traju oko 12 sati.
Pejotl je droga koje uzrokuju halucinacije koje veoma iskrivljuju ljudsku percepciju stvarnosti. Pod utjecajem halucinacija ljudi vide slike, čuju zvukove i osjećaju podražaje koji se čine stvarnim no zapravo nisu. Neki halucinogeni dovode do naglih jakih promjena raspoloženja.
Do učinaka uporabe pejotla dolazi zbog poremećaja interakcije između živčanih ćelija i neurotransmitera serotonina. Raspoređen kroz mozak i leđnu moždinu, serotonin je uključen u kontrolu sustava ponašanja, percepcije i regulacije koji uključuju raspoloženje, glad, temperaturu tijela, seksualno ponašanje, kontrolu mišića i percepciju senzora.
Dugoročne rezidualne psihološke i kognitivne posljedice meskalina, glavnog aktivnog sastojka pejotla, su slabo istražene. Nedavna istraživanja nisu pronašla dokaze psihičkog ili kognitivnog nedostataka među Indijancima koje redovito konzumiraju pejotl u svojim religijskim obredima. No potrebno je spomenuti da se ovi nalazi ne mogu generalizirati na one koji često konzumiraju drogu u rekreacijske svrhe. Konzumenti pejotla također mogu iskusiti „flashbackove“.
Neugodni štetni učinci nastali konzumiranjem halucinogena nisu rijetki. Razlog tome može biti velik broj psihoaktivnih sastojaka u bilo kojem obliku halucinogena. Efekti pejotla mogu biti slični onima kod LSD-a, uključujući povećanu tjelesnu temperaturu te otkucaje srca, nekontrolirane pokrete (ataksija), pojačano znojenje i ushićenost. Aktivni sastojak meskalin također može biti povezan, u minimalno jednom izvješću, s fetalnim abnormalnostima.

## Vanjske poveznice
- (nje.) Drugcom.de Peyote